# Eumea linearicornis
Eumea linearicornis är en tvåvingeart som först beskrevs av Zetterstedt 1844.  Eumea linearicornis ingår i släktet Eumea och familjen parasitflugor. Arten är reproducerande i Sverige. Inga underarter finns listade i Catalogue of Life.